# Табо, Кристиан
Кристиан Алехандро Табо Орнос (исп. Christian Alejandro Tabó Hornos; род. 23 ноября 1993, Монтевидео) — уругвайский футболист, полузащитник клуба «Крус Асуль».

## Клубная карьера
Табо начал профессиональную карьеру в столичном клубе Расинг. 12 мая 2012 года в  матче против «Белья Виста» он дебютировал в уругвайской Примере. 27 октября в поединке против столичного «Пеньяроля» Кристиан забил свой первый гол за «Расинг». В начале 2015 года он на правах аренды перешёл в «Насьональ». 21 февраля в матче против «Суд Америка» Табо дебютировал за новую команду.
Летом того же года Кристиан перешёл в мексиканский «Атлас». Сумма трансфера составила 1 млн. евро. 26 июля в матче против «Керетаро» он дебютировал в мексиканской Примере. В начале 2016 года Табо на правах аренды вернулся в «Насьональ». 3 апреля в матче против «Эль Танке Сислей» он забил свой первый гол за клуб.